# Hesperarcha pericentra
Hesperarcha pericentra är en fjärilsart som beskrevs av Edward Meyrick 1918. Hesperarcha pericentra ingår i släktet Hesperarcha och familjen spinnmalar. Inga underarter finns listade i Catalogue of Life.